# Bébète l'argent
Protaetia aurichalcea
Espèce
Protaetia aurichalcea, appelée mouche l'argent à l'île de La Réunion, est une espèce d'insectes coléoptères de la famille des Scarabaeidae et de la sous-famille des Cetoniinae. Cet insecte est originaire d'Asie, plus précisément d'Inde. On le retrouve à l'île de la Réunion et à l'île Maurice. Beaucoup de Réunionnais associent à la mouche d'argent des vertus de richesse. Selon une croyance réunionnaise, si cette mouche venait à se poser sur une personne celle-ci devenait riche ou allait percevoir une rentrée d'argent dans un avenir proche.

## Habitat
La mouche d'argent vit en basse altitude jusqu'à 800 mètres. De plus, sa larve vit dans l'humus du sol ou dans le terreau des arbres morts.

## Description

### Aspect physique
Le mâle et la femelle ont le même aspect physique. La mouche d'argent ne mesure pas plus de deux à trois centimètres, elle est de forme allongée et de couleur métallisée. Son corps se divise en trois parties. Elle possède trois paires de pattes et une première paire d'ailes qu'on appelle élytres qui servent de gaines pour la seconde paire d'ailes au milieu du dos.

### Dimorphisme sexuel
Chez le mâle, il n'y a aucune présence de cornes et son abdomen est courbé alors que la femelle a un abdomen droit.

## Alimentation
La mouche d'argent se nourrit de fruits pourris et sucrés pour pouvoir atteindre la chair du fruit. C'est lors de la saison du litchi, que ces insectes font surface et se retrouvent en nombre sur le fruit mûr. Ces derniers se nourrissent également de pollen.